# دیونک
دیونک (به مجاری:  Gyönk) یک شهرداری در مجارستان است که در ناحیه تاماشی واقع شده‌است. دیونک ۳۸٫۱۲ کیلومتر مربع مساحت و ۲٬۰۵۱ نفر جمعیت دارد.

## خواهرخوانده
شهرهای دارمشتات، گریزهایم، ویلکوا-هاسلوا و بار-لو-دوک خواهرخوانده‌های گیونک هستند.